# Julijanski dan
Julijanski dan ili julijanski broj (eng. Julian day number, kratica JDN) je cijeli broj dana koji su protekli od početnog dana (epohe) definirane kao podne, UTC, u ponedjeljak, 1. siječnja 4713. pr. Kr. u proleptičkom julijanskom kalendaru, što odgovara 14. studenog 4714. pr. Kr. po proleptičkom gregorijanskom kalendaru.  
Sada, 16. ožujka 2025., julijanski dan je 2460750. Ostatak pri dijeljenju tog broja sa 7 je 5, što daje dan u tjednu, gdje 0 predstavlja ponedjeljak.